# Santa Maria Stella Maris
Santa Maria Stella Maris, també anomenada Santa Maria Stella Maris a Mostacciano o Santa Maria Stella Maris a Castel Palocco, és una església parròquial i església titular a Lido di Ostia, dedicada a Santa Maria del Mar .

## Història
Va ser construïda el 1977 en un disseny modernista per Ennio Canino
El papa Joan Pau II va visitar el 1999.
El 7 de desembre de 2024, el papa Francesc la va convertir en una església titular, per a ser regida per un cardenal prevere.

## Cardenals titulars
- Ladislav Német (2024 – present)[8]